# 李时雍 (1983年)
李時雍（1983年—），臺灣作家。國立台灣大學臺灣文學研究所博士，曾任人間福報副刊主編，現任東海大學助理教授。著有散文集《永久散步》等。

## 生平與經歷
李時雍於1983年出生於台灣台北市，畢業於中正大學社會福利學系，取得國立清華大學碩士、國立台灣大學台灣文學研究所博士。父親李瑞騰曾任國立台灣文學館館長、母楊錦郁為資深媒體副刊編輯。 出版文學作品集包括《給愛麗絲》、《你逐漸向我靠近》等，其中〈銀河流光〉曾入選《九十六年散文選》，〈潮騷〉、〈蜘蛛巢城〉入選《台灣七年級散文金典》，創作領域以散文為主。2017至2018年為哈佛大學費正清中國研究中心侯氏家族獎學金研究員。 2021年入選臺灣文學基地駐村作家。

## 作品
- 《你逐漸向我靠近》（九歌出版，2006年）
- 《給愛麗絲》（九歌出版，2013年）
- 《永久散步》（有鹿文化，2023年）

## 獎項
| 得獎作品              | 獎項                     |
| --------------------- | ------------------------ |
| 〈拇指印〉            | 第三屆林榮三文學獎小品文 |
| 《給愛麗絲》          | 102年文化部藝術新秀創作  |
| 〈背海的海-給南方澳〉 | 第三十四屆時報文學獎     |
| 〈蜘蛛巢城〉          | 第十屆台北文學獎         |
| 〈燈塔行〉            | 102年教育部文藝創作獎    |

## 外部連結
- 九歌出版社-李時雍
- 李時雍作家的散文